# Stara Kamionka (powiat sokólski)
Stara Kamionka – wieś w Polsce położona w województwie podlaskim, w powiecie sokólskim, w gminie Sokółka.
W latach 1954–1972 wieś należała i była siedzibą władz gromady Kamionka Stara. W latach 1975–1998 miejscowość należała administracyjnie do województwa białostockiego.
Wierni kościoła rzymskokatolickiego należą do parafii Najświętszego Ciała i Krwi Chrystusa w Sokółce.